# La comedia del diablo
La comedia del diablo, publicada en 1992 en su edición original, es la primera novela de Christopher Moore. Trata sobre un demonio del infierno y su amo. La novela ha sido traducida al alemán, italiano, japonés y ruso. 
La edición en español fue publicada hace años por la editorial Grijalbo, y está descatalogada. En 2013, La Factoría de Ideas la reeditó con el título Un Lío de Mil Demonios.

## Argumento
Travis nació en 1900, aunque no ha envejecido desde 1916, ya que invocó accidentalmente a un demonio del infierno llamado Engañifa, como su sirviente, al parecer durante toda la eternidad. Desde entonces, Travis ha intentado deshacerse de Engañifa, pero es incapaz de hacerlo ya que perdió el recipiente de los encantamientos necesarios para ello. Él se dirige hacia el pueblo ficticio de Pine Cove, a lo largo de la costa de Big Sur, donde piensa que debe de residir la mujer a quien se los dio. Las relaciones con la gente del pueblo y con un genio, que persigue a Engañifa, crearán numerosas complicaciones.
Varios personajes de esta novela continúan sus vidas en posteriores trabajos de Moore; además, la localización de Pine Cove vuelve a aparecer en El Monstruo que Amaba las Gasolineras y El Ángel Más Tonto del Mundo. El pueblo ficticio de Pine Cove es descrito como situado a una corta distancia en coche desde San Luis Obispo, California, y parece que ha sido modelado a partir del pueblo real de Cambria, California.

## Trivial
- Aunque Disney ha comprado los derechos cinematográficos de la novela, esta aún no ha sido convertida en película.
- Esta novela contiene una de las primeras evidencias literarias de Online dating.